# Laburnum anagyroides
Золотий дощ звичайний (Labūrnum anagyroīdes) — деревна рослина, вид квіткових рослин роду лабурнум (Laburnum) родини бобові (Fabaceae). Свою видову назву рослина отримала через схожість своїх трійчастих листків з листям рослин роду Anagyris.
Популярна садова декоративна рослина, родом з гір Центральної Європи.
Розмножується насінням. Всі частини рослини отруйні.
Від іншого виду роду лабурнум, лабурнума альпійського (Laburnum alpinum), відрізняється коротшими суцвіттями і щільнішою упаковкою квіток в них.
У природі золотий дощ виростає в горах Центральної, Південно-Східної та Піренейського півострова (на території Австрії, Чехії, Німеччини, Угорщини, Швейцарії, колишньої Югославії, Італії, Румунії, Франції). Найкраще росте в умовах помірного клімату, але може рости і в субтропіках. Натуралізований в Новій Зеландії, вирощується також і в Австралії. Кальцефіл, тобто краще росте на ґрунтах лужної або нейтральної реакції.
Утворює мікоризу і, подібно іншим лабурнумам, вступає в симбіоз з азотфіксуючими бактеріями. Запилення комахами (ентомофілія).
Всі частини рослини містять отруйний алкалоїд цитизин, структурною основою якого є хінолізідін. Вміст цитизину в вегетативних органах коливається сезонно: високий на початку сезону і потім спадає.
Культивують як декоративну рослину (в культурі з 1560). Вирощується також його гібрид з лабурнумом альпійським (Laburnum alpinum) — Laburnum × watereri.